# Самоосвіта

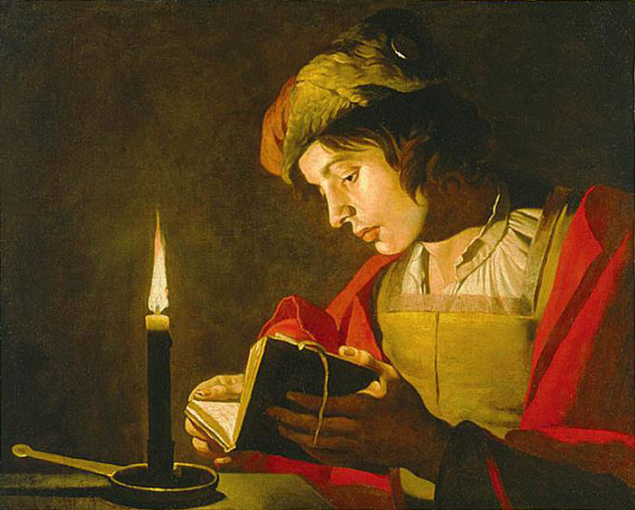
Матіас Стомер. Юнак читає біля свічки

Самоосвіта  — самостійний спосіб отримання знань в певній галузі науки, мистецтва, техніки, політичного життя, культури, ремесла.
Самоосвіта – самостійна пізнавальна діяльність людини, спрямована на досягнення певних персональних значущих освітніх та культурних цілей: задоволення загальнокультурних запитів, пізнавальних інтересів у будь-якій сфері діяльності, підвищенні професійної кваліфікації тощо. Самоосвіта є умовою особистого розвитку, самонавчання, самоствердження та самореалізації та є складовою навчання людини протягом всього життя. 

## Шляхи самоосвіти
- систематичне читання і звернення до авторитетних джерел (на паперових, електронних носіях);
- аналіз матеріалу джерел, перевірка їх на практиці;
- прослуховування лекцій, доповідей в установах, до яких особа не залучена офіційно;
- використання порад фахівців заради підвищення власних знань чи майстерності;
- дослідницька діяльність після досягнення певного рівню освіти, експерименти, моделювання, праця помічником під керівництвом освіченого фахівця тощо.

Самоосвіта — риса характеру наполегливих осіб, позбавлених з якихось обставин можливості отримати систематичні знання у відповідному навчальному закладі (бідність, дискримінація за національною чи релігійною ознакою, географічна віддаленість від освітніх чи культурних центрів, фізичне каліцтво при наявності доброї пам'яті і наполегливості в отриманні знань тощо). Самоосвіта в цих випадках ще й засіб виховання, загартування характеру, перевірка можливостей особи, яка стає дорослішою.

## Історичні дані
Самоосвіта — певний період становлення освіти як такої. В добу відсутності сформованих навчальних закладів знання передавали в спілкуванні дорослих з молоддю. Талановитий дорослий з відповідним досвідом ставав вчителем, патроном.
В середньовічній Франції центрами культури стають монастирі, де плекають освіту. Саме тут збирають і копіюють випадково збережені античні рукописи, роблять переклади з іноземних мов, переважно арабської. В середовищі ченців вітається спеціалізація за здібностями. Серед перших світських професій, що виокремилися від сакральних в добу романського стилю  і добу готики — фах архітектора.

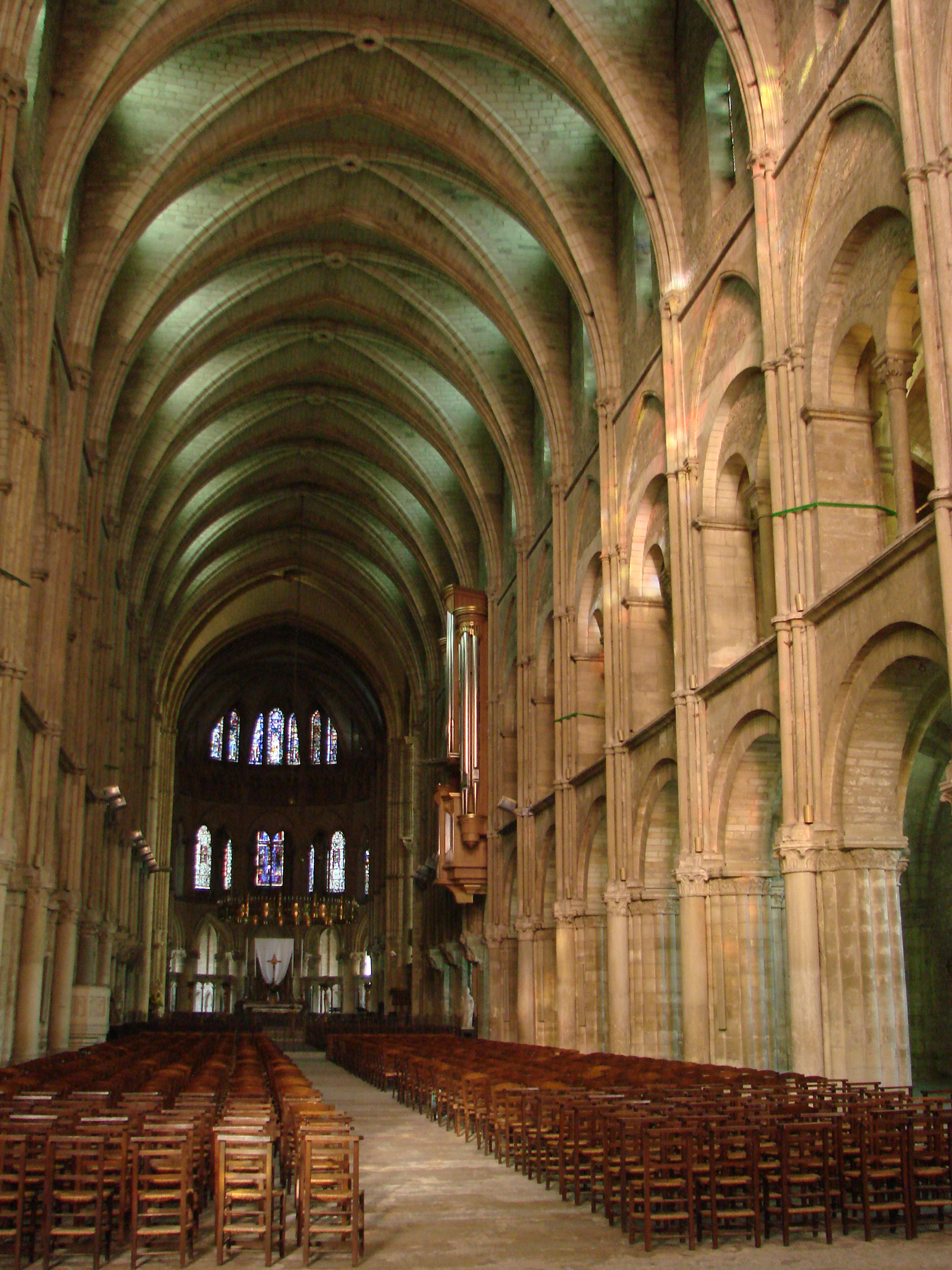
Реймс, готична базиліка Сен Рені, інтер'єр.

Архітектор доби готики — особа, що опанувала будівельну справу, справу створення як планів майбутніх споруд, так і побудови підйомних механізмів, зналася на богослов'ї, інженерних засобах видобутку будматеріалів, обробки каменю, експертизи їх якості, а згодом і техніки безпеки будівництва. Життя і творчість архітектора тоді були тісно пов'язані з самоосвітою. Виникає традиція фіксації в письмовому джерелі розрізнених знань як від неписьмених, так і освічених осіб, компіляції з різних письмових джерел.
Про це свідчить  альбом зразків французького архітектора Віллара де Оннекура, як зразок підручника і довідника водночас. Креслення архітектора межують в альбомі з замальовками готичних скульптур, зображеннями тварин, лицарів верхи, поширених композицій для рельєфів чи живопису, альбом насичений схемами середньовічних будівельних механізмів, зразками готичних вікон і готичних візерунків. Частка малюнків свідчить про подорожі архітектора, і альбом має риси щоденника з замальовками бачених соборів, цікавих деталей споруд, які де Оннекур не хотів забути.

## Самоосвіта Леонардо

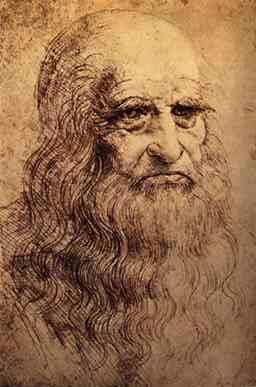
Ймовірно автопортрет Леонардо да Вінчі в похилому віці

Самоосвіта супроводжувала Леонардо да Вінчі все життя. Позашлюбна дитина, він не мав прав на отримання типової тогочасної освіти з вивченням латини чи студіюванням в університеті. Віддаленість селища Анкіано (де він мешкав в дитинстві) від тогочасних освітніх центрів поглиблювала неможливість освіти. Дозвілля підлітка заповнювали довгі спостереження за природою.
Леонардо не опанував латини до смерті, а більшість його рукописів написана простонародною мовою з використанням тайнописів-шифрів чи в дзеркальному відображенні.
Важко назвати освітнім центром і боттегу (майстерню) Андреа дель Верроккіо. Флорентійська майстерня Верроккіо перш за все невелике виробництво по створенню релігійних картин для храмів, рельєфів, скульптур, надгробків. Учні опановують фах під час практичного виконання замов, отриманих власником майстерні. І тільки в часи дозвілля спостерігають природу, дійсність, малюють з натури чи з відповідних зразків. Не був Леонардо і улюбленим учнем Верроккіо, місце якого посів Лоренцо ді Креді. Є свідоцтва, що і Верроккіо не був єдиним вчителем для Леонардо. Значно більший вплив на молодого митця мав таємничий простолюдин Томмазо Мазіні. Свідків дивували стосунки дворянина за походженням Леонардо з дорослим Томмазо, якого вважали слугою. Томмазо — зразок автодидакта, що багато чого опанував самоосвітою, під час подорожей арабськими країнами, в спілкуванні з прихильниками утаємничених знань. Томмазо — і сам дослідник, військовий інженер, винахідник і механік.
Саме Томмазо роками супроводжував Леонардо під час його відвідин інших майстрів, цирюльників, математиків, освічених осіб, що збирались заради дискусій. Пихаті щляхетні фахівці ще визнавали дворянство Леонардо, тоді як Томмазо мав право лише мовчки слухати шляхетне товариство. Леонардо годинами конспектував бесіди освіченого товариства, постійно додаючи — «досліди», «перевір», що було свідоцтвом самоосвіти і мотивацією подальшої поведінки. Нестача освіти спонукала Леонардо до компіляцій. В його рукописах віднайдені виписки майже зі 100 різних рукописів і книг, а кількість джерел, з яких він намагався отримати нові знання, первищувала і цю цифру. Саме Томмазо супроводжуватиме Леонардо в Ломбардію до двору Лодовіко Моро, де працюватиме поряд — до власної смерті.
Нестача освіти названа дослідниками стимулом Леонардо до самоосвіти і експериментів, до власних досліджень, потягу до винаходів — то сухої фрески з можливістю довгих правок і перемальовок («Таємна вечеря» в Мілані), то відновлення техніки енкавстики («Битва при Ангіарі» у Флоренції), то нового лаку для ще не створеної картини (в Римі).

## Самоосвіта в добу капіталізму
В добу капіталізму самоосвіта стає важливим засобом отримання знань і фаху представниками непривілейованих, бідних класів суспільста, адже освіта — привілей багатих верств населення. Для представників народу залишена лише початкова школа. Прагнення до широкої освіти спонукав і технічний прогрес, ознаки якого і вплив на реальність почали відчуватись з кінця 18 століття.
Посвітницькі ідеї спонукають до пропаганди знань і освіти як такої багатьох представників науки, літератури, мистецтва, діячів релігійних і благодійних закладів. Виникають народні бібліотеки, читальні, так звані народні будинки. У 1863–1864 в Петербурзі друкували навчально-літературний журнал «Самообразование». У 1893 р. в Москві створили комісію для сприяння домашньому читанню в складі товариства розповсюдження технічних знань. Були створені і особливі програми по курсам, що вивчали в тогочасних університетах. Друкувалися книги для «Бібліотеки самоосвіти». Зіграли відповідну роль публічні курси і університети для народу (наприклад, Шанявский університет тощо).

## Самоосвіта в Україні
В Україні самоосвіта набула поширення з XIX ст. До неї вдавалися люди, позбавлені можливості здобути освіту в школах. В цьому їм сприяли громадські організації, зокрема «Просвіта», які діяли на українських землях з 1860 по 1940 роки.

## Сучасність
В сучасну епоху виникла нова ефективна форма самоосвіти з використанням комп'ютера та Інтернету — інтернет-самоосвіта. Можливості її надзвичайно широкі: Інтернет надає миттєвий доступ до величезного об'єму інформації. Також популярності набувають онлайн курси, які дозволяють дивитися відео-лекції відомих спеціалістів з різних галузей знань, перевіряти свої знання за допомогою тестування, спілкуватися з іншими студентами, викладачами. Однією з найвідоміших платформ у світі для онлайн-навчання є Coursera, хоча постійно з'являються все нові ресурси.
Спостерігається тенденція до відкриття університетами та іншими навчальними закладами можливості доступу до навчання через Інтернет. Одним з перших відкрив доступ до своїх навчальних матеріалів для усіх охочих Массачусетський технологічний інститут — проект MIT OpenCourseWare. Згодом цей приклад наслідували й інші навчальні заклади, таким чином розширяючи можливості самоосвіти.

### Безкоштовні освітні ресурси
Найвідоміші онлайн-ресурси з безкоштовними освітніми курсами. Платною може бути тільки сертифікація, хоча є багато курсів з безкоштовною сертифікацією.

#### Українські
- Prometheus — одна з найбільших українських освітніх платформ масових відкритих онлайн-курсів (Програмування, Бізнес, Маркетинг, Дизайн, Іноземні мови та ін.)
- EdEra — українська студія онлайн освіти. Онлайн-курси, спецпроекти, інтерактивні підручники, освітні блоги, підготовка до вступу в ВНЗ.
- WiseCow — український відеолекторій, з короткими відео про українську культуру та історію.
- ДІЯ.Цифрова освіта — національна онлайн-платформа для розвитку цифрової грамотності. Освітні серіали, курси, гайди, подкасти на різні теми — від кібербезпеки до фінансів.
- Україновомні курси від Google  — курси з основи програмування, мистецтва публічних виступів, онлайн-маркетингу. Є безкоштовна сертифікація.
- Lingva — масштабний соціальний проект, створений за підтримки Уряду України для вивчення англійської та німецької мов.
- Освітній хаб міста Києва — курси з маркетингу, продажів і комунікацій, управління людьми, екології, ораторського мистецтва, критичного мислення, розвитку пам'яті та багато інших.
- ВУМ online — курси з права, менеджменту, креативного мислення, батьківства, фінансів, персонального розвитку, підприємництва, розумінням побудови та діяльності відкритого суспільства і його формування в Україні.
- Impactorium — платформа онлайн-освіти зі сталого розвитку. На ній розміщені короткі онлайн майстер-класи, блоги, трансляції конференцій.

#### Світові
Багато з курсів на цих платформах мають український переклад або субтитри.
- Coursera — найбільша освітня платформа в світі. Курси на будь-яку тематику. Є сертифікація.
- Khan Academy — безкотовні відео-курси з математики, історії, медицини, фінансів, фізики, хімії, біології, астрономії, економікі, космології, макро- і мікроекономіки, комп'ютерних наук.
- TED — англомовна платформа, де багато спеціалістів із різних сфер діляться своїми прогресивними думками.
- EDX — курси за 24 напрямами, серед яких комп'ютерні технології, статистика, література та інші, що повторюють реальні лекції, які викладаються в Гарварді, університеті Корнуелла та інших відомих навчальних закладах.
- Udacity — курси переважно технічного напрямку, але не тільки, з можливою подальшою допомогою у працеплаштуванні у міжнародні компанії.
- Udemy — найрізноманітніші курси, серед яких продуктивність, стиль життя чи музика. Є як безоплатні курси, так і платні. Навчальні матеріали представлені у вигляді відео, аудіо, презентацій і тексту.
- Stanford Open Edx — доступ до професійного освітнього контенту від численних шкіл і університетських кафедр, та безкоштовні онлайн-курси від Стенфордського університету.
- Codecademy — інтерактивна онлайн-платформа з вивчення 7 мов програмування – Python, PHP, jQuery, JavaScript, Ruby, а також описових мов зовнішньої розмітки сторінок HTML і CSS.
- OpenupEd – загальноєвропейська ініціатива, де студенти можуть обрати понад 200 безкоштовних онлайн курсів 13 мовами.